# Ernst-Barlach-Gymnasium Kiel
Das Ernst-Barlach-Gymnasium (kurz: EBG) ist ein Gymnasium im Kieler Ortsteil Steenbek-Projensdorf. Benannt ist es nach dem deutschen Bildhauer Ernst Barlach (1870–1938). Seit Oktober 2017 trägt es den Titel „Kulturschule“ und zeichnet sich durch ein vielfältiges Musikpraxis- und Ensembleangebot aus.

## Geschichte
Das EBG nahm am 13. April 1966 „mit zwei Sexten mit zusammen 46 Schülern“ seinen Betrieb auf, die ersten eineinhalb Jahre lang noch als Gäste in der Elsa-Brandström-Schule am Ravensberg. Das bis heute bestehende Schulgebäude am Charles-Roß-Ring wurde im September 1969 fertiggestellt. Der Musikzweig wurde 1979 gegründet.

## Musikangebote
Seit 1979 werden am EBG zwei der vier Klassen im Jahrgang als Musikklassen organisiert; die Schüler dieser Klassen sind verpflichtet, an mindestens einem Ensemble der Schule teilzunehmen. Dazu gehören Blasorchester, Sinfonieorchester, Chöre und eine Bigband.
Zusammen mit verschiedenen Vereinen, darunter Holstein Kiel, wird für die Sportklassen regelmäßig Training in verschiedenen Sportarten angeboten.

## Partnerschulen
Partnerschulen sind das Sopockie Autonomiczne Liceum in Sopot, Polen, die IES Alquibla in La Alberca, Spanien, und das Lycée de l’Harteloire in Brest, Frankreich. Mit diesen Schulen wird ein jährlicher Austausch angeboten. Außerdem besteht eine Partnerschaft mit der Bweranyangi Girls' Secondary School in Bushenyi, Uganda.